# La casa blu
La casa blu è un dipinto a olio su tela (66 × 97 cm) realizzato tra il 1917 ed il 1920  dal pittore Marc Chagall. È conservato nel Musée D'Art Moderne et d'Art Contemporain di Liegi. Raffigura una casa di legno di colore blu e violaceo.